# Бэббит, Арт
Арт Бэббит (англ. Art Babbit, настоящее имя Артур Харолд Бабицкий (англ. Arthur Harold Babitsky); 8 октября 1907, Омаха — 4 марта 1992, Лос-Анджелес) — американский художник-мультипликатор.

## Жизнь и творчество
Арт Бэббит родился в Омахе в еврейской семье. После знакомства с работами Зигмунда Фрейда Арт готовился стать психиатром, однако у его семьи не хватало денег на обучение сына по этой специальности. В связи с этим он в 17-летнем возрасте уезжает в Нью-Йорк, где зарабатывает на жизнь как «коммерческий художник». В 1929 году А. Бэббит впервые пробует свои силы как аниматор — первоначально в студии Paul Terry’s Terrytoons Animation Studio на Лонг-Айленде. В 1932 году художник перебирается в Калифорнию. Обратившись с заявлением о приёме на работу в The Walt Disney Company, Арт Бэббит после собеседования с Уолтом Диснеем и демонстрации своих рисунков был немедленно принят. Однако уже после первой беседы Бэббита и Диснея между обеими мастерами мультипликации начали складываться неприязненные отношения.
После поступления на работу в фирму Диснея А. Бэббит принимает участие в создании всех известнейших мультипликационных диснеевских фильмов эры «Пиноккио/Фантазия» (Pinocchio\Fantasia), в том числе таких, как:
- Три поросёнка (1933)
- Маленькая мудрая курочка (1934)
- Mickey’s Garage
- Микки Маус и команда по игре в поло (1936)
- Деревенский кузен (1936)
- Белоснежка и семь гномов (1937)
- Пиноккио (1940)
- Фантазия (1940)
- Дамбо (1941)
- Весёлые и беззаботные (1947)

В мультфильме Гараж Микки (Mickey’s Garage) Артур Бэббит впервые вводит созданную им фигуру Гуфи, завоевавшего впоследствии всемирную известность. Другими удачными образами, которым любители мультипликации обязаны Бэббиту, являются: образ злой Королевы в Белоснежке и семь гномов, сценки со Злым Волком в «Трёх поросятах», Джепетто в «Пиноккио», сценка с танцующими грибами в «Фантазии», Аист в Дамбо и др.
В 1937—1940 годах Бэббит был женат на танцовщице Мардж Чэмпион, которая также работала на студии Walt Disney и позировала для Белоснежки.
В 1941 году в студиях The Walt Disney Company началась длительная, продолжавшаяся многие недели забастовка. Несмотря на огромные прибыли, получаемые компанией, сотрудники её вынуждены были трудиться за ничтожное вознаграждение. Артур Бэббит стал одним из руководителей забастовочного комитета и поэтому был уволен со студии. Будучи призванным в армию, он во время Второй мировой войны в течение трёх лет служит во флоте в южной части Тихого океана. Вернувшись на родину, он начинает судебный процесс против The Walt Disney Company, который выигрывает и в 1946 году вновь работает в компании. Ввиду негативного отношения к себе со стороны руководства художник в 1947 окончательно покидает фирму Уолта Диснея.
В том же 1947 году А.Бэббит вместе с другими бывшими диснеевскими художниками организует независимую студию UPA (United Productions of America), в которой создаёт три короткометражных мультфильма. Не удовлетворённый качеством работ в этой студии, А.Бэббит покидает её и создаёт собственную студию Art Babbitt Films, на которой делает «коммерческие» ленты для телевидения, принёсшие ему многочисленные призы и награды. Художник также сотрудничает и с другими киностудиями. Он участвует в создании мультипликационного фильма «Алиса в Стране Чудес» (Alice in Wonderland, 1950 — первоначально французская разработка). С 1966 по 1975 год А.Бэббит — директор отдела мультипликации студии Hanna-Barbara Studios, выпустил многочисленные фильмы о Флинтстоунах и Томе и Джерри. В 1973 году художник был приглашён Ричардом Вильямсом в Лондон в качестве преподавателя в класс мастеров его студии (Richard Williams' Studios).

## Награды
- 1974 — Winsor McCay Award[3]
- 1985 — Golden Award
- 2007 — Легенды Диснея[4]